# Besomaño
Besomaño (oficialmente Santa María de Besomaño) es una parroquia española del municipio de Ribadumia, perteneciente a la provincia de Pontevedra, en la comunidad autónoma de Galicia.

## Historia
Hacia mediados del siglo XIX, el lugar, ya por entonces perteneciente a Ribadumia, tenía contabilizada una población de 260 habitantes. Aparece descrito en el cuarto volumen del Diccionario geográfico-estadístico-histórico de España y sus posesiones de Ultramar de Pascual Madoz con las siguientes palabras:

BESOMAÑO (Sta. Maria de): felig. en la prov. de Pontevedra (4 leg.), dióc. de Santiago (8), part. jud. de Cambados (1/2) y ayunt. de Ribadumia (1/2): sit. á la izq. del r. Umia en clima templado y sano; comprende los l. de Bouza, Barral, Iglesio ó Rial y Revolta, que reunen 42 casas. La igl. parr. (Sta. Maria), es matriz de la de San Felix de Lois: su term. confina con los de Sta. Eulalia de Ribadumia, San Andrés de Barrantes y San Martin de Meis. El terreno en lo general, llano participa de monte poco arbolado; los caminos: son locales, mal cuidados, y el correo se recibe por la cap. del part. prod.: vino, trigo, centeno, maiz, cebada, hortaliza y frutas; cria ganado, prefiriendo el vacuno; hay caza de perdices, liebres y conejos: y disfruta de pesca en el citado Umia: pobl. 44 vec., 260 alm. contr. con su ayunt. (V.).
(Madoz, 1846, p. 294)

En 2022, tenía empadronados 138 habitantes.